# Tvarožná Lhota
Tvarožná Lhota là một làng thuộc huyện Hodonín, vùng Jihomoravský, Cộng hòa Séc.